# Umaru Bangura
Umaru Bangura (Freetown, 7 de outubro de 1987) é um futebolista serra-leonês que atua como zagueiro ou volante. Atualmente está sem clube.

## Carreira
Após jogar nas categorias de base do Mighty Blackpool e do Watford, Bangura iniciou a carreira profissional em 2006, no Hønefoss BK, onde atuou em 131 partidas oficiais e marcou 9 gols. Em 2011, se transferiu para o Haugesund, da primeira divisão norueguesa, estreando em março do mesmo ano contra o Tromsø, marcando seu único gol na vitória sobre o Aalesund. Ele chegou a ser alvo de uma proposta do Crystal Palace, mas o jogador permaneceu no Haugesund até o final da temporada.
Defendeu também Dinamo Minsk, Zürich, Neuchâtel Xamax e Kallon FC.

## Carreira internacional
Tendo feito sua estreia pela seleção de Serra Leoa em setembro de 2006 contra o Mali, Bangura, que chegou a ser o capitão da equipe, pensou em deixar os Leone Stars em 2019 após fortes críticas de torcedores, mas voltou atrás na decisão e representou o país na Copa das Nações Africanas de 2021, tendo atuado nos 3 jogos da seleção, mas não evitou a eliminação na primeira fase. A partida contra a Guiné Equatorial, em janeiro de 2022, foi a 55ª e última de Bangura por Serra Leoa, sendo o atleta que mais defendeu a equipe na história, além de ter feito 4 gols.

## Títulos
Zürich
- Copa da Suíça: 2017–18

### Individuais
- Membro da Ordem de Rokel: 2017[11]